# 目の隈
目の隈（めのくま、英称：Periorbital dark circles）とは、眼窩（目）の下部にできることがある黒ずんだ部分である。老化、遺伝とあざを含む多くの原因がある。くぼみと色素沈着それぞれに合った外用薬、注入剤、美容処置を行うことができる。

## 定義
くまとは目の周り、すなわち上下眼瞼あるいはその一部が黒味がかっている状態とされる。
眼窩の周辺が後退し、脂肪量も減少すると眼窩の周辺にくぼみができる。あるいは色素沈着を起こしている。また下瞼は人体でも皮膚が最も薄い部分であり、顔の他の部分より皮下の状態を反映しやすく、それはコラーゲンやエラスチンが損失し、弾力性や膨らみを失ったことも原因となる。目の下の袋 (Bags Under the Eyes) とも呼ばれ、目の周囲の組織が弱まりたるんで、脂肪が下部へ移動することで膨らんで見える。

## 原因
老化は原因となる。発生の要因は ｢鬱血｣ および｢色素沈着」で、小じわ、キメの悪化が目立たせている。
解剖を伴わない皮膚科学的な研究によれば、血流速度の低下による皮膚毛細血管内の還元ヘモグロビンの増加と、皮膚のメラニンの量の増加によるものとされている。
睡眠不足、すでにたるんだ眼窩皮膚での水分摂取のし過ぎ、喫煙、アレルギーも原因となる。

### 病気の症状として
肝疾患など皮膚の色素沈着を起こす疾病の症状が「くま」として認識される事がある。

## 治療
化粧によって皮膚の色合いや、くぼみを埋めることでクマを隠すことができる。コンシーラーを使う。
レチノイドはコラーゲンの生成を促し、ふくらみを改善し、色素のメラニンを減少させる。ビタミンKとレチノール（ビタミンA）が含まれるクリームがある。肌の質感を改善するための25種類以上のペプチドが入手できるが、パルミトイルペンタペプチド-4（マトリキシル）といったものがある。
ハイドロキノンは、皮膚の漂白剤のように機能するオイルフリーの保湿剤で、少なくとも3か月間は用いられ、一般に5-7か月後に効果が判明する。しかしハイドロキノンはメラニン細胞（メラノサイト）に対する毒性や発がん性の懸念から欧州や一部のアジアの国では入手できず、色素沈着に対する目的ではコウジ酸やハイドロキノンに似た構造を持つアルブチンなどが利用できる。カフェインの塗布は血管形成を促し、ランダム化比較試験では浮腫と色素沈着を軽減している。
多血小板血漿 (PRP) の注射では、皮下の再構築を促すが、2018年の論文ではこの論文を含めて研究が6件存在する。1研究は半顔でランダム化しており、偽薬を注射した顔半面より有効であった。
くぼみのためのヒアルロン酸注入剤、脂肪注入、色素沈着のためのケミカルピーリング、インテンス・パルス・ライト、非侵襲的/侵襲的レーザーといった選択肢もある。レーザーでは色素沈着や瘢痕のリスクがある。